# Biguaçu
Biguaçu este un oraș în Santa Catarina (SC), Brazilia.